# Emancipación de Hispanoamérica
La emancipación de Hispanoamérica entró en su fase inicial en 1810, cuando se formaron distintas juntas revolucionarias y se depuso a gobernantes españoles. Aunque los realistas lograron sofocar a la mayoría de estas rebeliones, una segunda fase que tuvo como protagonistas, en Sudamérica a José de San Martín y Simón Bolívar, y en México a Vicente Guerrero y, quienes consiguieron en la década de 1820 la independencia de un vasto territorio que se extendía de Chile a México.
A diferencia de lo que ocurrió con la independencia de las colonias norteamericanas, las colonias hispanas se disgregaron en diferentes estados cuyas fronteras generalmente coincidían con las anteriores divisiones administrativas.

## Antecedentes
A lo largo del siglo XVIII, los cambios políticos llevados adelante por la Casa de Borbón que reemplazó a la Casa de Austria a partir del 16 de noviembre de 1700 en el Imperio Español transformaron las dependencias americanas, hasta entonces "reinos" relativamente autónomos, en colonias enteramente dependientes de decisiones tomadas en España en beneficio de ella. Entre estas medidas se contó la fundación del Virreinato del Río de la Plata en 1777, que reunió territorios dependientes hasta entonces al Virreinato del Perú, y dio una importancia singular a su capital, la ciudad de Buenos Aires, que había tenido escasa importancia hasta ese momento.